# Corgnac-sur-l'Isle
Corgnac-sur-l'Isle é uma comuna francesa na região administrativa da Nova Aquitânia, no departamento Dordonha. Estende-se por uma área de 20,65 km². Em 2010 a comuna tinha 846 habitantes (densidade: 41 hab./km²).